# Allocution
Uma allocution (em português: alocução), ou alocutus do latim, é uma declaração formal feita ao tribunal pelo réu que foi considerado culpado antes de ser sentenciado. É parte do procedimento criminal em algumas jurisdições que utilizam a common law.

## Conceito
Uma alocução permite que o réu explique por que a sentença deve ser branda. Em acordos de plea bargain, uma alocução pode ser exigida do réu: o réu admite explicitamente, de maneira específica e detalhada, as ações e suas razões em troca de uma sentença reduzida.
Em princípio, isso elimina qualquer dúvida sobre a natureza exata da culpa do réu no assunto.
O termo alocução é usado geralmente em jurisdições nos Estados Unidos, mas há processos vagamente semelhantes em outros países de common law. Em muitas outras jurisdições, cabe ao advogado de defesa mitigar em nome de seu cliente, e o réu raramente tem a oportunidade de falar.

## Austrália
Na Austrália, o termo alocutus é usado pelo Escrivão de Pronúncias ou outro associado formal do tribunal.
Geralmente, é formulado como: "Prisioneiro no banco, você foi considerado culpado por um júri de seus colegas pelo delito XYZ. Você tem algo a dizer sobre por que a sentença deste Tribunal não deveria ser proferida contra você agora?"
O advogado de defesa então fará uma plea in mitigation (também chamada de submissões sobre a pena) na tentativa de mitigar a gravidade relativa da infração, fazendo referência e dependendo fortemente do bom caráter e boas ações anteriores do réu, se houver.
O direito de fazer uma plea in mitigation é absoluto: se um juiz ou magistrado se recusar a ouvir tal plea ou não a considerar adequadamente, a sentença pode ser anulada em um recurso.

## Estados Unidos
Na maioria dos Estados Unidos, os réus têm a oportunidade de fazer uma alocução antes que a sentença seja proferida. Algumas jurisdições consideram isso um direito absoluto. Na sua ausência, a sentença, mas não a condenação, pode ser anulada, resultando na necessidade de uma nova audiência de sentença. No sistema federal dos Estados Unidos, a Regra Processual 32(i)(4) estabelece que o tribunal deve "abordar pessoalmente o réu para permitir que o réu fale ou apresente qualquer informação para mitigar a sentença".
A defensoria pública federal recomenda que os réus falem em termos de como uma sentença branda será suficiente, mas não maior do que o necessário para cumprir as diretrizes estatutárias estabelecidas em 18 U.S.C.3553a.